# Радванувка
Радванувка (пол. Radwanówka) — село в Польщі, у гміні Поток-Великий Янівського повіту Люблінського воєводства.
Населення — 379 осіб (2011).
У 1975-1998 роках село належало до Тарнобжезького воєводства.

## Демографія
Демографічна структура станом на 31 березня 2011 року:
|          | Загалом | Допрацездатний вік | Працездатний вік | Постпрацездатний вік |
| -------- | ------- | ------------------ | ---------------- | -------------------- |
| Чоловіки | 192     | 38                 | 127              | 27                   |
| Жінки    | 187     | 37                 | 105              | 45                   |
| Разом    | 379     | 75                 | 232              | 72                   |